# Lego Avatar: The Last Airbender
Lego Avatar: The Last Airbender là một dòng sản phẩm Lego dựa trên loạt phim hoạt hình nổi tiếng của Nickelodeon là Avatar: The Last Airbender. Dòng sản phẩm này được phát hành vào năm 2006 và bao gồm hai bộ sản phẩm chính.

## Bối cảnh
Lego đã hợp tác với Nickelodeon để sản xuất một số bộ sản phẩm dựa trên các loạt phim phổ biến của họ. Dòng Lego Avatar là một phần của thể loại này, được giới thiệu cùng với các dòng sản phẩm khác như Lego SpongeBob SquarePants.

## Bộ sản phẩm
Hai bộ sản phẩm đã được phát hành:
- 3828 Air Temple (2006) - Bao gồm nhân vật Aang, Momo, Sokka, và một chiếc máy bay của Hỏa quốc.[3][4]
- 3829 Fire Nation Ship (2006) - Bao gồm nhân vật Aang, Katara, Zuko, và binh lính Hỏa quốc.[4][5]

## Phát hành và đón nhận
Các bộ Lego Avatar nhận được sự quan tâm từ các nhà sưu tập và người hâm mộ, nhưng dòng sản phẩm chỉ kéo dài trong thời gian ngắn và sau đó ngừng sản xuất. Tuy nhiên, các bộ sản phẩm này vẫn được đánh giá cao về tính sáng tạo và tính trung thực với nội dung gốc.